# معتمدية سيدي حسين
معتمدية سيدي حسين إحدى معتمديات الجمهورية التونسية، تابعة لولاية تونس.

### مواضيع ذات علاقة
- ولاية تونس.